# Качуро, Пётр Петрович
Пётр Петрович Качуро (2 августа 1972, Орша, Витебская область, Белорусская ССР, СССР) — советский и белорусский футболист, белорусский тренер.

## Клубная карьера

### Ранние годы
Футболом начал заниматься в родном городе в местной оршанской ДЮСШ, первый тренер — Виктор Котов. В возрасте 15-ти лет переехал в Минск, где обучался в ДЮСШ «Трудовые резервы», тренер — Дмитрий Тарасов. С 17 лет играл в дубле минского «Динамо», затем привлекался к играм за основную команду, в высшем дивизионе чемпионата СССР сыграл 4 игры.

### «Динамо» Минск
В 1992—1996 годах выступал в чемпионате Беларуси за «Динамо» и за его фарм-клуб «Динамо-93», который в 1992 году играл во второй лиге и назывался «Динамо-2». В составе «Динамо» стал трёхкратным чемпионом страны в сезонах 1993/94, 1994/95, 1995 (осень) и серебряным призёром в сезонах 1996 и 2001, обладателем Кубка Беларуси (1994). С «Динамо-93» — бронзовым призёром сезона 1992/93. В сезоне 1993/94 он стал лучшим бомбардиром чемпионата (21 гол), выступая за две команды, занявшие два первых места, за «Динамо-93» (15 игр, 7 голов) и «Динамо» (13 игр, 14 голов).

### «Шеффилд Юнайтед»
Летом 1996 года перешёл в «Шеффилд Юнайтед», клуб в то время выступал во втором по силе дивизионе и боролся за выход в Премьер-лигу. Качуро стал первым белорусским легионером, игравшим в Англии. До него из белорусских футболистов в Англии играли только Игорь Гуринович и Сергей Гоцманов, но будучи гражданами СССР. В Англии Качуро провёл 4 года, самым успешным был первый сезон 1996/97. Клуб остановился в шаге от выхода в Премьер-лигу, уступив в финальном матче плей-офф «Кристал Пэлас», а Качуро был признан болельщиками лучшим игроком клуба за сезон. В этом сезоне белорус сыграл 48 игр и забил 14 мячей, из них в чемпионате — 40 игр, 12 мячей. Затем клуб за три года сменил пять тренеров, которые реже доверяли игроку место в стартовом составе.
Качуро сыграл за «Шеффилд Юнайтед» 121 игру, забил 23 гола. Он пересёк рубеж в 100 матчей за клуб вторым после норвежца Рогера Нильсена из пяти футболистов, не являющихся представителями Британских островов.
В итоге Качуро перешёл в китайский «Чэнду Вун-ю», где пробыл недолго. Затем вернулся в минское «Динамо», с которым стал серебряным призёром в сезоне 2001.

### «Сокол» Саратов
Летом 2002 года перешёл в саратовский «Сокол», который боролся за прописку в российской Премьер-Лиге. В высшем дивизионе России сыграл 13 игр, забил 2 мяча, затем играл за «Сокол» в первом дивизионе. Наиболее ярким был сезон 2004 года, когда клуб отстал на три очка от «Томи», занявшей второе место и вышедшей в Премьер-Лигу, а Качуро с 15 голами вошёл в пятёрку лучших бомбардиров первого дивизиона.
В 2005 завершил карьеру в минском «Динамо».
Качуро стал первым футболистом, забившим 50 мячей в чемпионатах Беларуси, полсотенный гол забил 17 августа 1995 в матче «Динамо» и витебской «Двины». Всего в чемпионатах Беларуси сыграл 136 матчей, по системе «гол+пас» набрал 110 баллов (81+29).

## Карьера в сборной
В 1994—2002 годах привлекался в сборную Беларуси, сыграл 29 игр, забил 5 мячей.

## Тренерская карьера
После завершения карьеры остался работать в «Динамо» в качестве тренера. В ноябре 2006 года был назначен главным тренером минского клуба, но уже в апреле 2007 года, после провального кубкового матча против «Немана» (0:3), был уволен. Позднее работал в гродненском клубе.
С 2012 года вновь работал в «Динамо» в качестве главного тренера второй команды. В августе 2013 года был отстранён от руководства динамовским дублем и перешёл на работу в «Берёзу-2010».
В июне 2014 года стал главным тренером клуба «Хайр» из Таджикистана. В 2015 году возглавил юношескую команду минского «Динамо», а в январе 2016 года перешёл в селекционный отдел клуба, также в первой половине 2016 года был тренером в штабе Вука Рашовича. В ноябре стало известно, что Качуро покинет «Динамо».
В январе 2017 стал главным тренером «Лиды». Под руководством Качуро лидский клуб завершил первую половину сезона 2017 на 13-м месте из 16. В июле того же года покинул свой пост в связи с трудоустройством на другом месте работы.
В сентябре 2020 года вошёл в тренерский штаб «Энергетика-БГУ». В январе 2022 года покинул клуб и перешёл на работу с юношескими командами в академию российского клуба «Сочи».
В январе 2015 года получил тренерскую лицензию категории PRO.